# Jaroslav Špaček
Jaroslav Špaček (ur. 11 lutego 1974 w Rokycanach) – czeski hokeista, reprezentant Czech trzykrotny olimpijczyk. Trener hokejowy.

## Kariera zawodnicza
- HC Rokycany U20 (1991–1992)
- HC Pilzno (1992–1997)
- Färjestads BK (1997–1998)
- Beast of New Haven (1998)
- Florida Panthers (1998–2000)
- Chicago Blackhawks (2000–2002)
- Columbus Blue Jackets (2002–2004)
- HC Pilzno (2004–2005)
- Slavia Praga (2005)
- Chicago Blackhawks (2005–2006)
- Edmonton Oilers (2006)
- Buffalo Sabres (2006–2009)
- Montréal Canadiens (2009–2011)
- Carolina Hurricanes (2011–2012)
- HC Pilzno (2013)

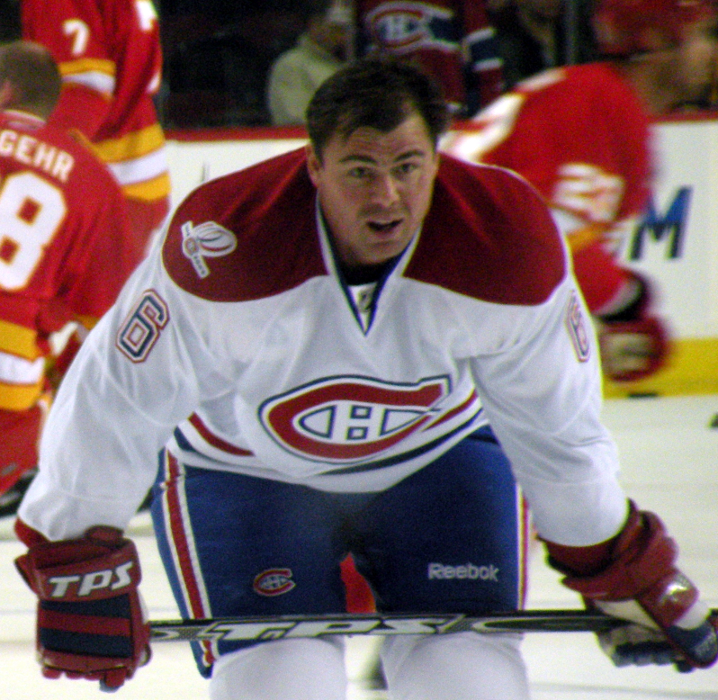
Jaroslav Špaček w barwach Montréal Canadiens (2009)

Wychowanek HC Rokycany. W NHL grał od 1998, kiedy to został wybrany przez Florida Panthers w 5 rundzie draftu z numerem 117. Wcześniej występował w klubach z ligi czeskiej i szwedzkiej. W drużynie Florida Panthers już w swoim pierwszym sezonie w NHL znalazł miejsce w składzie i regularnie grał w meczach. W trakcie sezonu 2000/2001 przeniósł się do Chicago Blackhawks. Pod koniec sezonu 2001/2002 Jaroslav Špaček znów zmienił barwy klubowe i został zawodnikiem innej dużyny z NHL, Columbus Blue Jackets. W tym klubie Špaček występował do 2004. W czasie lokautu w NHL w sezonie 2004/2005 wrócił do kraju i występował w czeskich klubach Plzen HC i Slavia Praga. Gdy NHL ponownie ruszyła w sezonie 2005/2006 Jaroslav Špaček powrócił do swojej dawnej drużyny Chicago Blackhawks, jednak już trakcie sezonu przeszedł do Edmonton Oilers, z którą był bliski zdobycia Pucharu Stanleya, ale ekipa z Edmonton przegrała w finale z Carolina Hurricanes. W 2006 przeszedł do drużyny Buffalo Sabres. Po zakończeniu sezonu 2008/2009 został zawodnikiem Montréal Canadiens. We wrześniu 2011 przeszedł do Carolina Hurricanes. W listopadzie 2012 roku postanowił zakończyć karierę zawodniczą. 17 kwietnia 2013 roku powrócił do gry w barwach drużyny HC Pilzno w trakcie finałów ekstraligi czeskiej 2012/2013 (piąty, szósty i siódmy mecz).
Uczestniczył w turniejach zimowych igrzysk olimpijskich 1998, 2002, 2006, mistrzostw świata w 1999, 2001, 2002, 2003, 2004, 2005 oraz Pucharu Świata 2004.

## Kariera trenerska
Od 2012 roku asystent trenera w klubie macierzystym HC Pilzno 1929. Od 2014 asystent trenera kadry Czech.

## Sukcesy
Reprezentacyjne
- Złoty medal igrzysk olimpijskich: 1998
- Brązowy medal igrzysk olimpijskich: 2002
- Złoty medal mistrzostw świata: 1999, 2001, 2005

Klubowe
- Złoty medal mistrzostw Szwecji: 1998 z Färjestad
- Mistrz dywizji NHL: 2007 z Buffalo Sabres
- Presidents’ Trophy: 2007 z Buffalo Sabres
- Złoty medal mistrzostw Czech: 2013 z HC Škoda Pilzno

Indywidualne
- Sezon NHL (2005/2006):
  - Pierwsze miejsce w klasyfikacji kanadyjskiej wśród obrońców: 14 punktów

Wyróżnienie
- Galeria Sławy czeskiego hokeja na lodzie: 2016